# Jordan International
Die Jordan International sind die offenen internationale Meisterschaften von Jordanien im Badminton. Mit der Ausrichtung internationaler Titelkämpfe werden zum einen die Anstrengungen des Badmintonverbandes von Jordanien manifestiert, der Sportart Badminton im Land zu weiterer Popularität zu verhelfen und zum anderen auch die Bemühungen des Badminton-Weltverbandes verdeutlicht, Länder, die bisher nicht im internationalen Turnierzyklus beteiligt waren, dort zu integrieren. Bei der bisher einzigen dokumentierten Ausrichtung des Turniers 2007 wurden Punkte für die Badminton-Weltrangliste vergeben.

## Sieger
| Jahr      | Herreneinzel      | Dameneinzel       | Herrendoppel                          | Damendoppel                           | Mixed                                 |
| --------- | ----------------- | ----------------- | ------------------------------------- | ------------------------------------- | ------------------------------------- |
| 2007      | Arvind Bhat       | Maja Tvrdy        | Diluka Karunaratne Dinuka Karunaratne | Chandrika de Silva Thilini Jayasinghe | Diluka Karunaratne Chandrika de Silva |
| 2008 2024 | nicht ausgetragen | nicht ausgetragen | nicht ausgetragen                     | nicht ausgetragen                     | nicht ausgetragen                     |